# Manchete

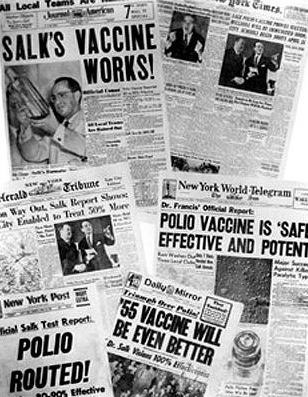
Manchetes de jornais de 13 de abril de 1955 sobre os testes da vacina de pólio

Uma manchete (do francês manchette) é um título de uma notícia geralmente mais popular ou importante num jornal ou revista, escrito com letras grandes e, muitas vezes, na primeira página antes do titulo (no caso do jornal).